# Книгите днес
„Книгите днес. Месечно списание за книгоиздаване и книгоразпространение“ е българско месечно списание, излизало в София от март 2005 до 2007 година. Собственик и издател на списанието е издателят Емануил Манолов, а главен редактор в началото е Пламен Дойнов. Следващи главни редактори са Мария Станкова (2006 г.) и Юлия Йорданова (2007 г.).
Екипът заявява още с първия брой, че списанието ще се занимава с всички страни на книжния пазар в България – от авторите, през редакторите, коректорите, художниците на книги, печатарите до книжарите:
| „ | Книгата, споделя екипът, изисква внимание. Това е другата причина, поради която списанието е поле за представяне на труда на всички онези, които правят възможно нейното създаване – от автора, през художника, редактора и издателя, до разпространителя и продавача. Цялата тази верига, финалното звено на която е читателят, има нужда от представяне в Книгите днес – представяне, което има амбицията да прави разлика (и да я посочва и отстоява дори с риск да засегне нечии интереси) между рецензията и рекламата, да изследва различните читателски вкусове и очаквания, запознавайки с резултати от анкети, класации по продажби и резултати от провеждани конкурси. | “ |